# Zeiskam
Zeiskam település Németországban, Rajna-vidék-Pfalz tartományban. Lakosainak száma 2175 fő (2023. december 31.).

## Népesség
A település népességének változása:
| Lakosok száma | 1854 | 2239 | 2257 | 2168 | 2172 | 2175 |
|               | 1975 | 2017 | 2019 | 2021 | 2022 | 2023 |